# Messages
Messages är en låt av den brittiska synthpop-gruppen Orchestral Manoeuvres in the Dark, utgiven första gången 1980 på gruppens självbetitlade debutalbum. En nyinspelad version gavs senare ut som singel och blev gruppens första framgång på brittiska singellistan där den nådde 13:e plats.
Messages präglas liksom flera andra av gruppens låtar, som Electricity, Enola Gay och Souvenir, av det återkommande konceptet med en instrumental synthmelodi som refräng.

## Utgåvor
7" Dindisc DIN 15
1. Messages – 4.01
2. Taking Sides Again – 4.20

10" Dindisc DIN 15-10
1. Messages – 4.48
2. Waiting for the Man – 2.54
3. Taking Sides Again – 4.20